# Кулебяка
Кулебяка должна быть аппетитная, бесстыдная, во всей своей наготе, чтоб соблазн был. Подмигнешь на неё глазом, отрежешь этакий кусище и пальцами над ней пошевелишь вот этак, от избытка чувств. Станешь её есть, а с неё масло, как слезы, начинка жирная, сочная, с яйцами, с потрохами, с луком…

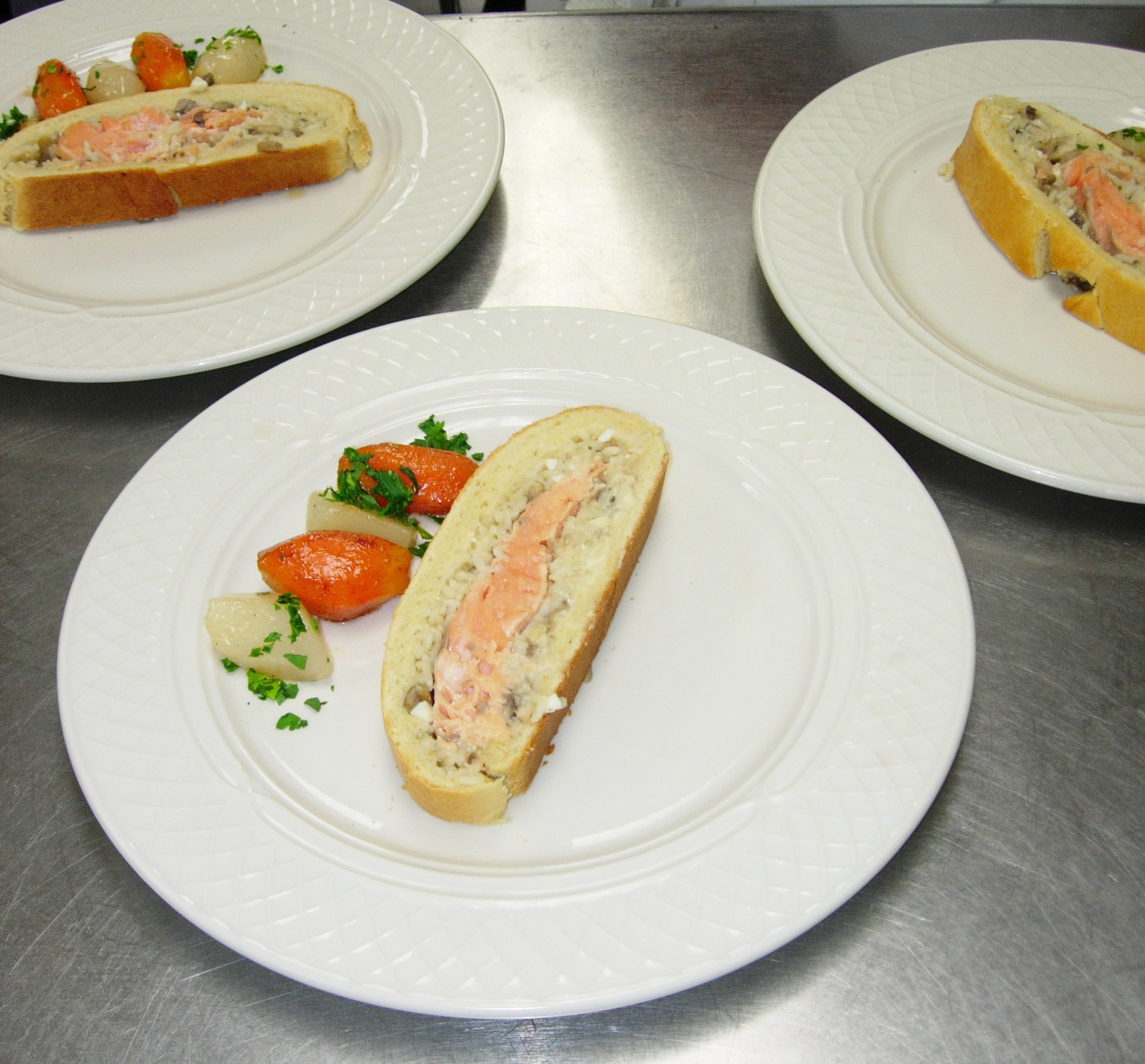
Порция кулебяки с лососем

Ленечка — изобретатель кулебяки в двенадцать ярусов, каждый слой — своя начинка: и мясо, и рыба разная, и свежие грибы, и цыплята, и дичь всех сортов. Эту кулебяку приготовляли только в Купеческом клубе и у Тестова, и заказывалась она за сутки.

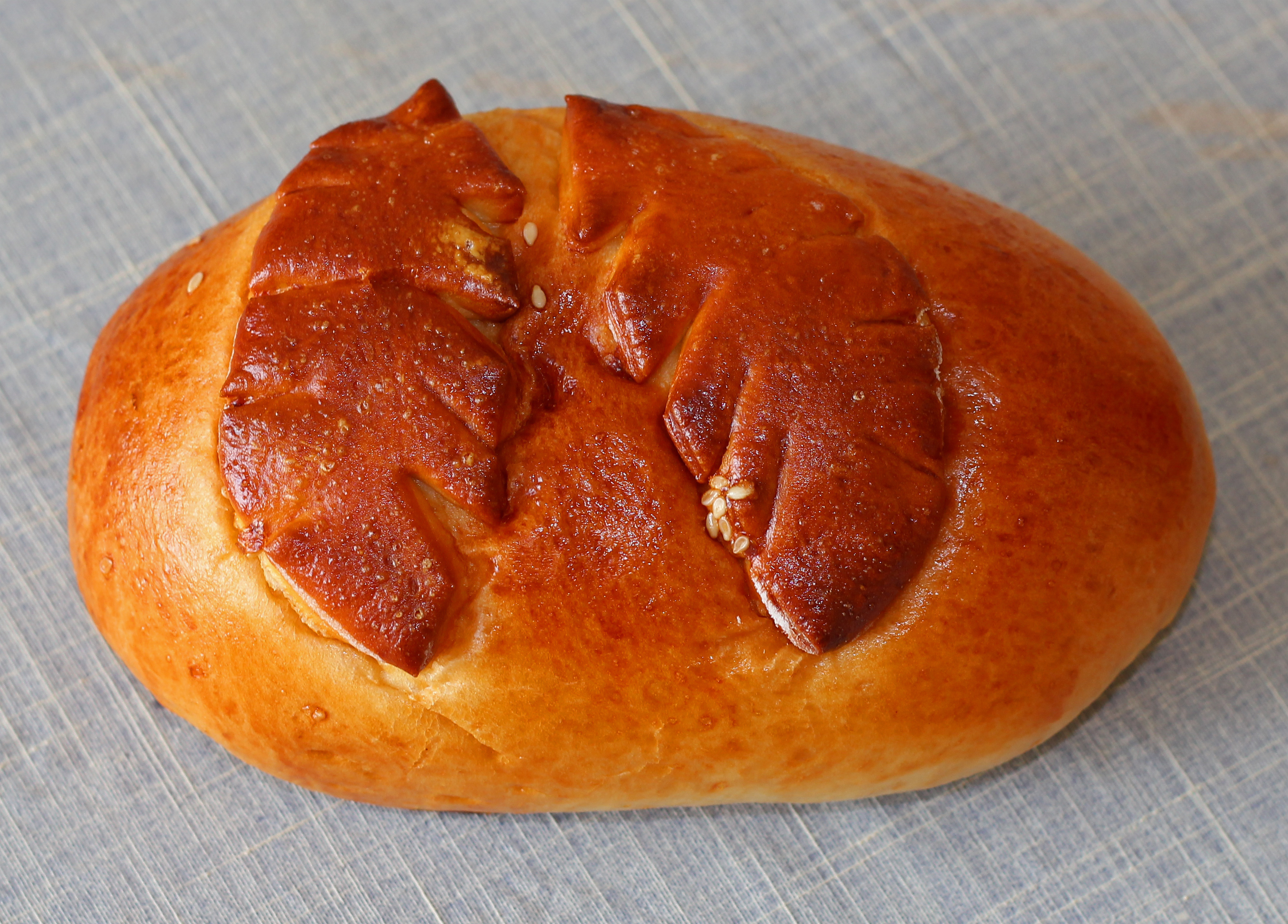
Маленькая кулебяка с капустной начинкой

Кулебя́ка — один из видов мясного, рыбного или грибного закрытого пирога. Традиционное русское блюдо.

## Происхождение названия
Существуют различные версии происхождения названия этого блюда.
Широко распространено мнение, что название происходит от немецкого Kohlgebäck «запечённая (в тесте) капуста». Другая версия основывается на сходстве с финским kala «рыба». С обеими версиями решительно не соглашается М. Фасмер, ибо кулебяки — вовсе не (только) капустные или (только) рыбные пироги, а также и пироги со сложной начинкой, одной из составляющих которой может быть мясной, рыбный или грибной фарш.
Одна из версий происхождения этого слова предполагает, что слово «кулебяка» произошло от «колобок», то есть «небольшой хлеб». По другой версии, название произошло от польского слова kula (куля) — «шар». Это же слово есть и в украинском языке. Другое похожее слово — коло — «круг». Если принять правдивость этой версии, становится очевидно, что название пирога связано с его округлой формой. От слова коло в ходе истории образовалось русское слово «колобок», а название «кулебяка» блюдо имело в том диалекте русского языка, откуда оно пришло. По мнению Соболевского, вариант названия «колюбака» связан со словом ко́лоб — «шар, колобок, моток, круглый хлеб». 
По ещё одной версии (её, в частности, придерживался В. Даль), название «кулебяка» происходит от глагола «кулебячить», то есть «валять руками, сваливать, мять, гнуть и складывать, стряпать и лепить». По сути, этот глагол полностью охватывает все процессы, которые происходят при выделке теста.

## История
Разные источники расходятся в определении даты первого упоминания кулебяки. В одних говорится о XII веке, в других — о XVI, в третьих — о XVII веке.
Первоначальные старорусские кулебяки готовились исключительно из дрожжевого теста, с несколькими прослойками фарша — из мяса всех сортов, капусты, гречневой каши, крутых яиц, сушёной и отварной рыбы, грибов, лука, визи́ги и др. Это было блюдо, которым, как и блинами, регулярно питались все слои населения — от крестьян и ремесленников до бояр и царей.
В XIX веке французские кулинары, работавшие в России, способствовали международной известности кулебяки. Они приспособили рецептуру под требования «высокой кулинарии»: блюдо стали готовить из более деликатного «французского» теста, в качестве начинки стали использовать дичь, шампиньоны, рис, лососей и так далее.
Наибольшую известность получили московские кулебяки, которые, наряду со стерляжьей ухой и калачами, стали кулинарным символом «первопрестольной» и даже вручались как традиционные «хлеб-соль». Дифирамбы московской кулебяке пели петербургские гурманы XIX века, в том числе А. И. Тургенев, П. А. Вяземский, Н. В. Гоголь.

## Отличительные особенности
Основное отличие кулебяки от традиционных пирогов — сложная начинка. Она состоит из нескольких видов фарша, уложенных последовательно и разделённых между собой тонкими, как правило, пресными блинчиками для предотвращения смешивания. Таким образом, при вертикальном разрезе в каждой порции кулебяки оказываются все виды начинки.
Другое главное отличие кулебяки от других пирогов — соотношение начинки к общему весу: в кулебяке она составляет более половины всего веса, в то время как обычно в пирогах — менее половины. При этом тесто должно быть тонким и прочным одновременно, так как его основное предназначение — ёмкость для начинки.
Начинка кулебяки состоит, как правило, из двух-четырёх видов фарша, однако количество слоёв начинки ограничено лишь размерами кулебяки, которая может быть качественно выпечена в конкретной кухонной печи. Между собой кулебяки отличаются не только количеством видов начинки, но и способами её укладки — ярусами либо «углами». Ярусы — параллельные слои начинки, укладываемые последовательно один над другим. «Углы» — один фарш выкладывается под косым углом (горкой, клином) и разделяется с другим по диагонали. Известны разновидности «на два угла», «на три угла», «на четыре угла».
Кулебяка — универсальное блюдо. В зависимости от типа теста и начинки, она может подаваться и как закуска, и как основное блюдо, и как дополнение к нему (например, вместо хлеба к супу или похлёбке). Значительно реже кулебяка подаётся в качестве десерта, так как сдобное тесто и сладкие начинки редко используются в её приготовлении.
Кулебяку отличает также более вытянутая, овальная и более пышная, выпуклая форма, похожая на батон. Такая форма обеспечивает более качественное пропекание начинки, а также нарезку, при которой в порции оказываются все начинки кулебяки.

## Приготовление
Традиционная кулебяка делается из дрожжевого теста, однако допустимо использование слоёного или пресного теста, а со сладкой начинкой — и сдобного. От вида теста зависит и толщина пласта, на который будет выкладываться фарш: он не должен быть слишком толстым (чтобы тесто после выпечки не превысило объём начинки). Главное, чтобы тесто в итоге сохранило форму и служило ёмкостью и лишь дополнением для начинки при подаче, подобно тесту в эклере или лавашу для шаурмы.
Перед формированием кулебяки необходимо выпечь тонкие пресные блинчики, которые будут отделять разные начинки друг от друга, не перебивая при этом их вкус.
Фарш для начинки должен быть предварительно подвергнут тепловой обработке до готовности или полуготовности (в зависимости от плотности ингредиентов) и максимально измельчён до состояния кашицы или паштета. Это необходимо для того, чтобы разные по плотности ингредиенты начинки были максимально близки по состоянию и при этом сохраняли форму в своих сегментах кулебяки, когда она будет порезана на ломти. Кроме того, состояние паштета создаст эффект «таяния во рту».
В зависимости от типа кулебяки, фарш выкладывается на раскатанный пласт теста ярусами, либо «углами». В первом случае начинки выкладываются последовательно горизонтальными пластами — один на другой. Каждый слой накрывается блинчиком. После того как выложен последний слой фарша, начинка оборачивается тестом.
Кулебяка «углами» формируется в зависимости от числа углов. На два угла: первая начинка выкладывается горкой — от минимальной толщины фарша с одного края теста — по нарастающей к другому краю — так, чтобы в разрезе получился треугольник («клин»); на косую поверхность укладывается блинчик, поверх которого выкладывается другой фарш и выравнивается так, чтобы вместе с другим слоем они в разрезе образовали прямоугольник. После этого начинка оборачивается тестом. На три угла: поверх второй начинки прокладывается блинчик и третий фарш укладывается по горизонтали над первыми двумя, после чего начинка оборачивается тестом. На четыре угла: поверх первых двух, клиньями уложенных начинок, укладывается блинчик, а затем повторяется процедура укладки фарша горкой, после чего вся начинка оборачивается пластом теста.
Свёрнутая кулебяка, в отличие от расстегаев, выпекается швом вниз. По традиции, верх кулебяки украшается «косичками» или «веточками», вылепленными из теста, после чего она смазывается яйцом и прокалывается в нескольких местах — для сохранения сочности начинки и однородности всего пирога.
Подают кулебяку порезанной на ломти так, чтобы в каждом куске присутствовали все начинки одновременно. Если это самостоятельное блюдо, то её поливают либо традиционно — топлёным маслом или сметаной — либо, что допускается, иным подходящим по вкусу соусом. Если же кулебяка подаётся как дополнение к супам или бульонам, то подлива не используется.